# Marcelo Lillo
Marcelo Lillo (Chile, 1957) es un escritor chileno.

## Biografía
Recién nacido fue adoptado por Eduardo Lillo y Amelia Espinoza, sus padres oficiales. Él era periodista deportivo de El Correo de Valdivia, y ella, dueña de casa. "Siempre supe que fui adoptado. Es más, lo sentí antes de saberlo por boca de mi madre. Uno tiene la vida que le toca. Nunca quise saber de mi madre biológica ni tuve angustias por eso. ¿Es raro, no? Pero cuando tenía 45 años, ella me llamó. Hablamos y eso fue todo. Supongo que sigue viva. Lo narro en un cuento".
Marcelo Lillo comenzó a escribir a los quince años, pero en 1999, quemó la mayoría de sus textos, aunque había ganado varios premios con sus cuentos. Aquella decisión la ha explicado así:
"Tal vez era una cosa de madurez, hasta los 35 años tú puedes escribir de una manera, pero después ya no. Un cuento es un cuento, pero no cualquiera te puede contar un cuento. El problema es que los escritores confunden las cosas. Hay escritores que creen que un chiste o una anécdota es un cuento. Entonces yo escribía chistes y anécdotas en vez de cuentos. Y así y todo ganaba premios, porque el jurado pensaba que el chiste y la anécdota eran cuentos. Yo no".
Profesor de castellano, en 2002 renunció al colegio Montessori de Valdivia, donde ganaba como un millón de pesos (era "mucho dinero" en esa ciudad del sur de Chile) y, luego de vender todas sus pertenencias, se fue junto a su mujer, Margarita Insunza (Margara para él) primero a Mehuín ("pero era muy lejos y frío") y después a la localidad de Niebla, decidido a vivir de la literatura o matarse.
"Hice un pacto de muerte: si en cuatro años no me iba bien, o sea, no ganaba más concursos, me pegaba un tiro. En serio. Me compré una Colt 45", asegura.
No tuvo que usar la pistola: cuando, después de casi cuatro años, ya se le estaba acabado el dinero, fue publicado, en España, su primer libro, El fumador y otros relatos. Corría el año y había cumplido ya 50 años. 
"Estuvimos a cien días de pegarnos un balazo, nos quedaban trescientos mil pesos. Comíamos por quinientos pesos diarios, arroz con leche, un pan. Nos salvamos", ha relatado.
Verdad es que también asegura que esa colt no quedará sin uso: "Yo la pistola la voy a usar igual. Me vaya bien o me vaya mal. Yo no tengo tendencia a la obscenidad, y la vejez es obscena. Yo llegó hasta los 70 años y paremos de contar".
De creer sus declaraciones Lillo es un misántropo, al que no le gusta casi nada de este mundo: "Yo no le temo a la muerte, en absoluto. Hay días en que yo quisiera estar muerto. Este mundo no es el mundo mío. No me gusta la gente, no me gusta que me hablen, no me gusta sentarme al lado de ellos en las micros". Y "¡Mientras menos gente, mejor! No tengo amigos. Nunca los he tenido. ¿Para qué? Con mi mujer y mi perra me basta y me sobra".
A ese primer libro de cuentos, que fue muy bien recibido por la crítica chilena, le siguió otro, al año siguiente, Gente que baila sola, sobre el que no hubo unanimidad: algunos, como Patricia Espinosa o Pedro Gandolfo, lo alabaron, mientras que otros, como Juan Manuel Vial o Carolina Zúñiga, escribieron reseñas negativas.
Lillo decía en 2010 que escribía mucho y que tenía varias obras inéditas, incluida una novela infantil. "Creo que llegará un momento en que voy a perder la cuenta de lo que tengo en el disco duro, ya que sigo trabajando todos los días y escribiendo mil páginas al año. No sé hacer otra cosa, o si sé hacerla, pero no volvería a hacerla. Por eso escribo novelas y cuentos, para olvidarme de los oficios siniestros que alguna vez ejercí", explicaba.
Además de los citados volúmenes de relatos, Lillo ha publicado dos novelas: Este libro vale un cadáver (2010), que "comienza cuando un padre es despertado con la trágica noticia de que su único hijo está muerto, que fue encontrado desangrado, tras cortarse las venas", y Niebla City (2012), obra esta última que comienza el día del terremoto ocurrido en Chile en febrero de 2010.
Se trata de su primera policiaca y marca un cambio de editorial: pasa de Mondadori al grupo Planeta ("una decisión personal", explica).
En Niebla City, Lillo se vale de la catástrofe que vino tras el terremoto para, en sus palabras, "desarrollar otros temas, como el aislamiento, el hastío, esa presencia constante de la muerte, una enorme sensación de culpa y un velo de tragedia”.  Viejo Pájaro y Fox —los protagonistas de esta policiaca en la que los habitantes de Niebla se irán enterando de una serie de asesinatos—, están basados en personajes reales: "eran mis vecinos", dice.
A su mujer, que "es fundamental" en lo que escribe, "la conoció cuando él tenía 30 años y ella 15. Marcelo Lillo era profesor del colegio Montessori y, al mismo tiempo, formaba parte del grupo de teatro El Pinar, al alero de la municipalidad de Valdivia. Ahí conoció a Margarita, que quería aprender teatro y lo veía pasar por el Mercado Municipal donde ella vendía flores junto a su hermana mayor. Se enamoraron. Lillo se la llevó a vivir a su propia casa y hasta ahí fue el padre de Margarita a buscarla, con Carabineros, y luego demandó a Lillo por secuestro. Pero la niña finalmente se quedó con él. Terminó el liceo mientras Lillo hacía clases en el Montessori".
El matrimonio no tiene hijos: "No me gustan los niños. Me carga ver a la gente esclava de sus hijos. Sin tener libertad, yo quiero ser libre para escribir y he tomado este camino. Margara está de acuerdo".
En 2022 gana el Premio de Literatura Infantil El Barco de Vapor por su libro Washington Santiago, en la que narra como un chico de 12 años conoce a su padre y entabla una relación peculiar, en la que transita por la identidad y el camino de la vida. El autor ha señalado sobre este libro que "En el siglo XXI no existen las barreras ni los límites. El joven que hoy tiene 10 o 14 años es muy diferente a cuando yo tenía esa edad. Estábamos desamparados en este mundo que nos tocó. Este libro lo puede leer un niño de 8 o un joven de 15, al igual que una persona de 60 u 80 años. Me parece que este concurso abre las posibilidades y los límites hacia los cuales la literatura debería llegar”.

## Obras
- El fumador y otros relatos, Caballo de Troya, 2008; contiene 10 cuentos:
  - «Hielo»; «El fumador»; «La felicidad»; «No era mi tipo»; «Cita»; «40 caballos»; «Nunca he estado en Katmandú»; «Vida de un cachorro»; «Diente de león»; y «El último cuento»
- Gente que baila sola, Mondadori, Santiago, 2009; contiene 13 cuentos 
  - «El artista del barrio»; «Apaga la luz»; «Plegaria por Mustafá»; «Vía Crucis»; «Noche de reyezuelos»; «Lavanda»; «¿Hasta cuándo crees que voy a amarte?»; «Hablando de ballenas»; «La enfermedad»; «Los pobres no pueden esperar»; «Cazadores»; «Gente que baila sola»; y «El otro Mississippi»
- Este libro vale un cadáver, novela, Mondadori, 2010
- Cazadores, relatos, Mondadori, 2010; reúne en un solo volumen los cuentos de sus anteriores dos libros, El fumador y otros relatos y Gente que baila sola, a excepción de 4. Selección hecha para España por Ignacio Echevarría
- Niebla City, novela, Seix Barral, Santiago, 2012
- De vez en cuando, como todo el mundo, cuentos reunidos, con epílogo de Ignacio Echeverría; Lumen, Barcelona, 2018. Contiene 30 relatos:
  - «El fumador»; «La felicidad»; «40 caballos»; «Plegaria por Mustafá»; «Hablando de ballenas»; «Una puta oración»; «Cazadores»; «No era mi tipo»; «Vírgenes»; «Gente que baila sola»; «El mundo está cambiando»; «Paisaje con neblina»; «Vía Crucis»; «Nunca he estado en Katmandú»; «Diente de león»; «Hielo»; «¿Hasta cuándo crees que voy a amarte?»; «Vida de un cachorro»; «Un amanecer»; «Apaga la luz»; «Delirio»; «Obscenidad»; «Reino»; «Pobre Johnnie»; «Dioses»; «Jesucristo 2.0»; «El otro Mississippi»; «Una luz en la ventana»; «El último cuento»; y «La enfermedad»
- Las obras y las sobras, novela, Editorial Librosdementira, Santiago, 2020

## Premios
- Premio de la revista Paula, 1999, por el cuento Hielo
- Premio Óscar Castro, Rancagua
- Premio Marta Brunet de Literatura Juvenil, 2006, por la novela Una vida casi inventada
- Mejores Obras Literarias 2007 (Consejo Nacional de la Cultura y las Artes de Chile), categoría Cuento Inédito, por Cachorros y otros cuentos
- Premio del Círculo de Críticos de Arte 2008 (Chile)
- Finalista del II Premio de narrativa breve Ribera del Duero, 2011, por No hablo con gente fea.
- XVI Premio de Literatura Infantil El Barco de Vapor por su novela Washington Santiago.[9]